# Rahmenrassel
Eine Rahmenrassel, auch Anschlagrassel, ist nach der Hornbostel-Sachs-Systematik eine Rassel, also ein mittelbar geschlagenes Schüttelidiophon, bei dem die klingenden Rasselkörper an einem Gegenstand befestigt sind und gegen diesen schlagen. Im Unterschied dazu schlagen bei einer Reihenrassel, zu welcher der Schellenring gehört, zwei oder mehrere, an einem Rahmen nebeneinander angeordnete Rasselkörper gegeneinander. Entweder gerät der Rahmen oder der Rasselkörper in Schwingungen, seltener geht der Klang gleichermaßen von beiden aus. 

## Einteilung

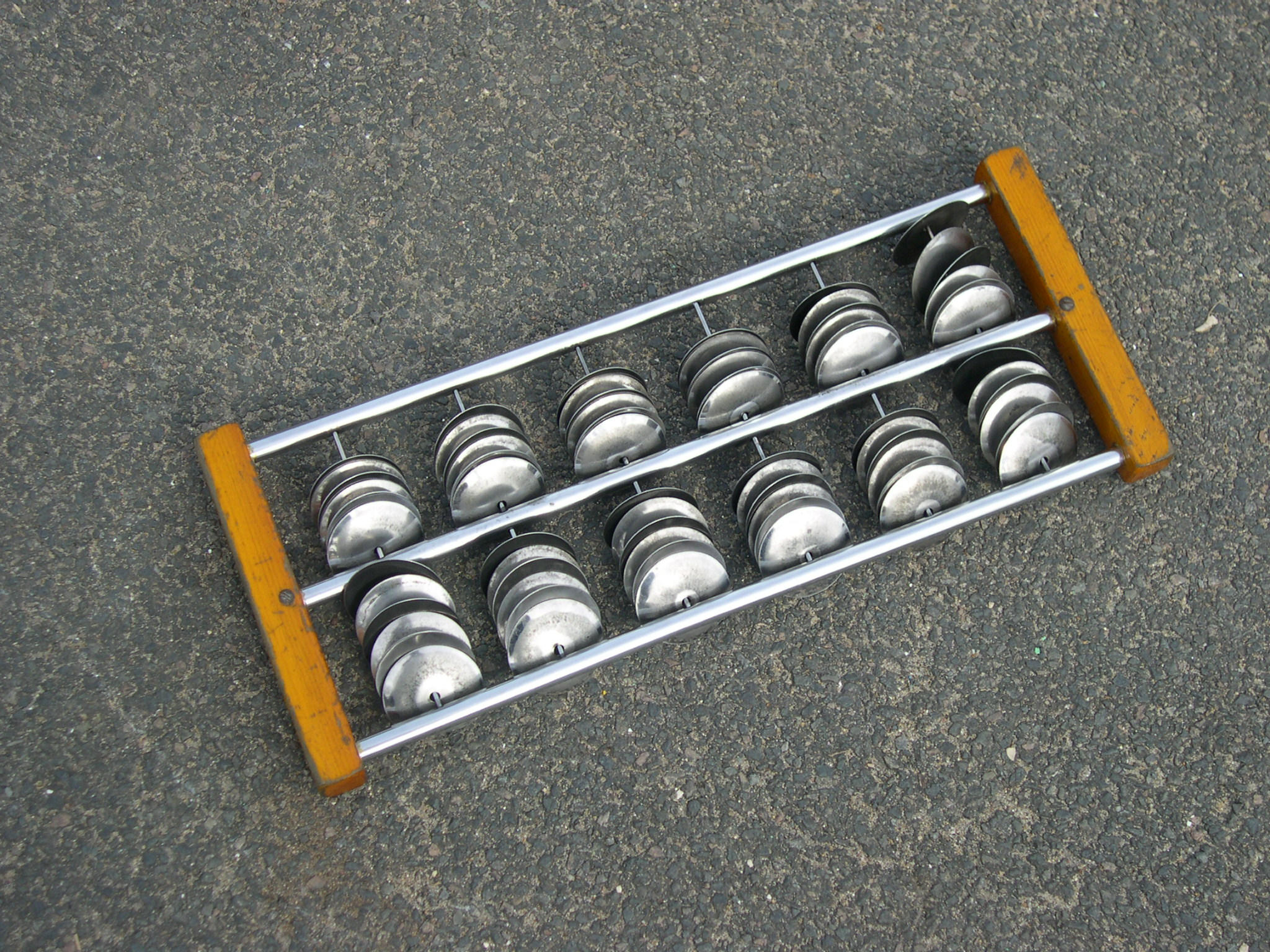
Brasilianische Gleitrassel Chocalho

Viele Varianten der unterschiedlichen Rasseltypen sind nicht eindeutig zu klassifizieren. Nach Art der Bewegung werden Rahmenrasseln in Pendelrasseln und Gleitrasseln unterteilt. Bei Pendelrasseln sind die Rasselkörper frei (an einer Schnur) am Rahmen aufgehängt oder gelenkartig-beweglich mit dem Rahmen verbunden und schlagen bei einer Pendelbewegung des Rahmens gegen diesen. Bei Gleitrasseln gleiten kleine Körper in Ausschnitten eines sie umgebenden Rahmens hin und her. Der Klang geht entweder überwiegend vom Rahmen aus, den die Rasselkörper in Schwingung versetzen oder die beweglichen Körper erklingen, wenn sie gegen den äußeren, nicht klingenden Rahmen schlagen. Der zweite Fall nähert sich den Reihenrasseln, nur dass dort die beweglichen Teile erklingen, wenn sie gegeneinander schlagen. Der häufigere Typus sind die Pendelrasseln. Europäische Beispiele sind früher als Kinderspielzeug dienende Lärminstrumente, bei denen auf Holzbrettchen befestigte Stahlfedern mit Bleikügelchen am Ende befestigt sind. Eine Konstruktion mit einem Holzhämmerchen ist der Klepper. In Afrika kommen Pendelrasseln mit einer Kalebasse als Rahmen vor.
Als Pendelrasseln lassen sich auch die Anhängsel an einigen afrikanischen Musikinstrumenten klassifizieren. Bei manchen westafrikanischen Binnenspießlauten vom Typ ngoni fügen Rasselbleche (an ihrem Rand mit Metallringen behängte Eisenplättchen) einen geräuschhaften Klang hinzu. Auf dieselbe Art wirken das Schwirrblech an der mauretanischen Bogenharfe ardin oder an Lamellophonen befestigte Kronkorken.
Bei Gleitrasseln ist die Bewegungsrichtung der Rasselkörper vorgegeben. Gleitrasseln sind im Wesentlichen auf die verschiedenen Formen des indonesischen angklung beschränkt, bei dem Bambusröhren in einem Bambusgestell hin und her gleiten. Ein altägyptisches Sistrum mit gleitenden Metallstäben gehört ebenfalls hierzu. Dasselbe in der äthiopisch-orthoidoxen Kirche verwendete Instrument heißt sanasel.
Ein typologisches Bindeglied zwischen idiophonen Rasseln und Membranophonen stellen die Rasseltrommeln dar.